# Fair Isle (pletenina)

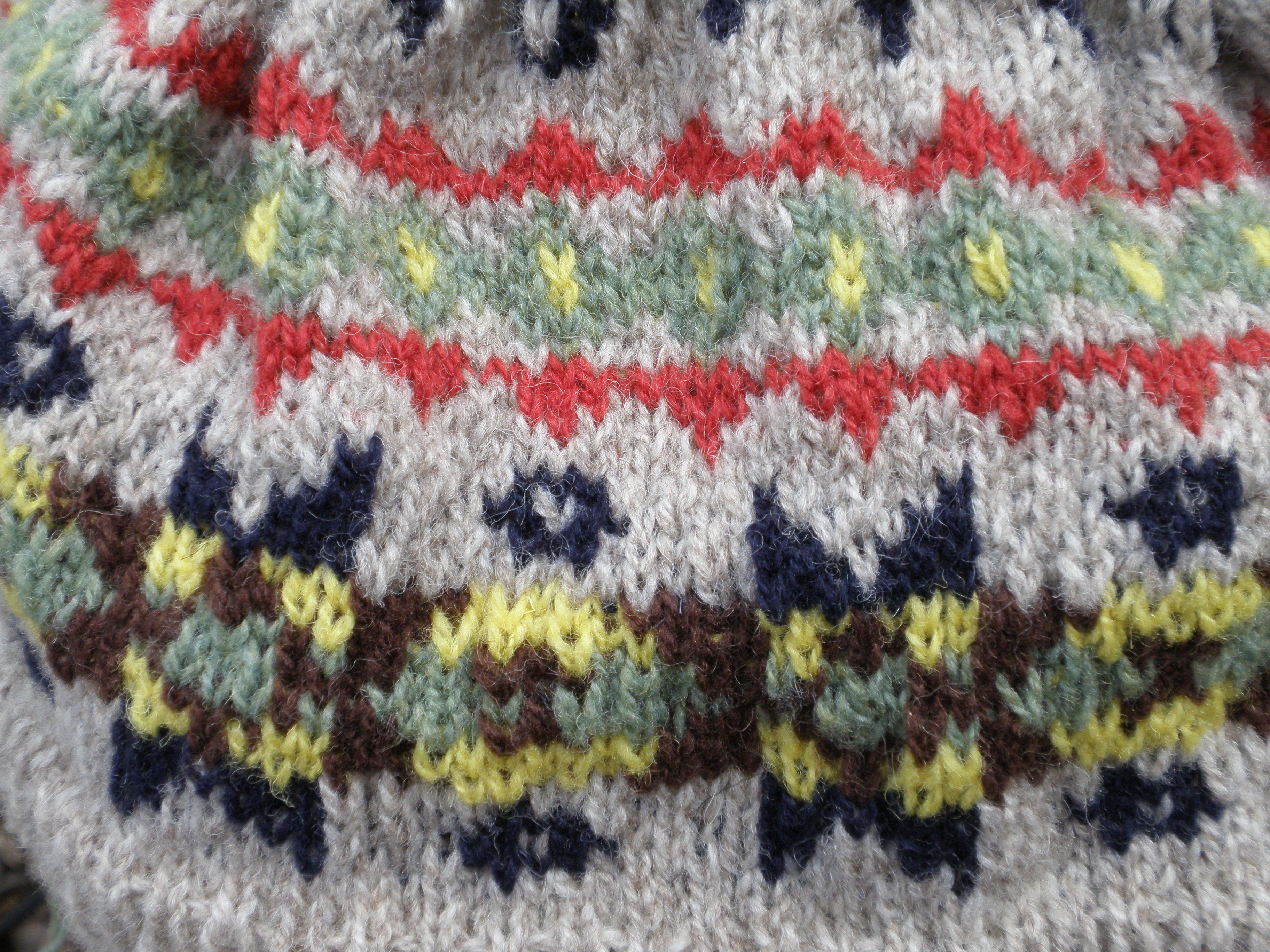
Detail ručně pleteného vzoru

Fair Isle je způsob žakárového vzorování zátažných pletenin, ve kterém se v jednom řádku střídají dvě nebo více barev příze. 

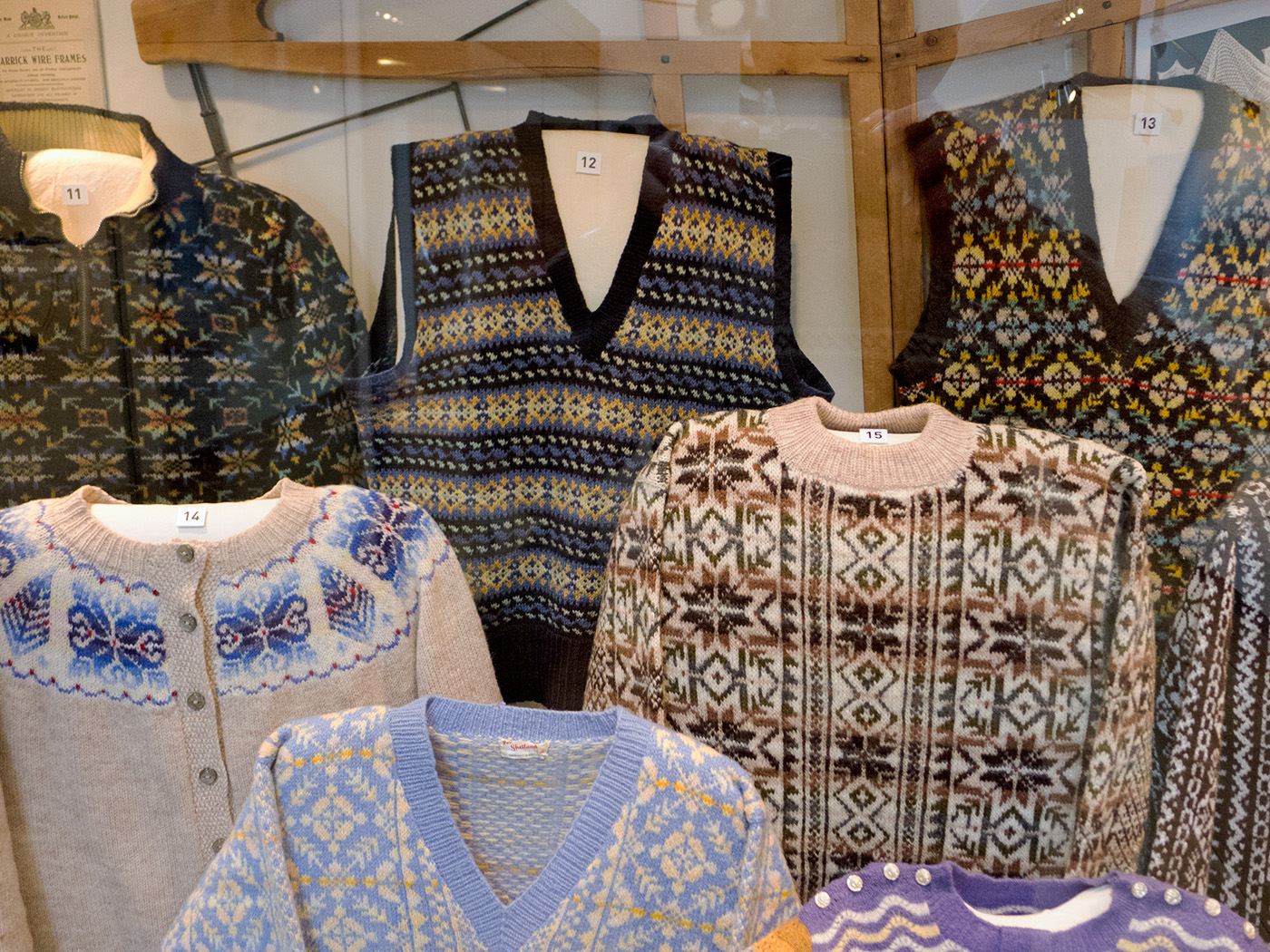
Fair Isle výrobky v shetlandském muzeu (2014)

Fair Isle pochází z ostrůvku stejného jména vzdáleného si 40 km od Shetlandů. Vzorování mělo vzniknout před 500 lety, když ostrovní ovčáci přišli do styku s portugalskými obchodníky, kteří nosili pestré oděvy se symetrickými vzory. Svetry s fairislovým vzorem přišly ve 20. letech 20. století do módy a staly se světoznámými zčásti zásluhou prince Eduarda z Walesu, který je nosil na golf. Od té doby se už několikrát dostaly do kolekcí známých návrhářů.

## Způsoby výroby

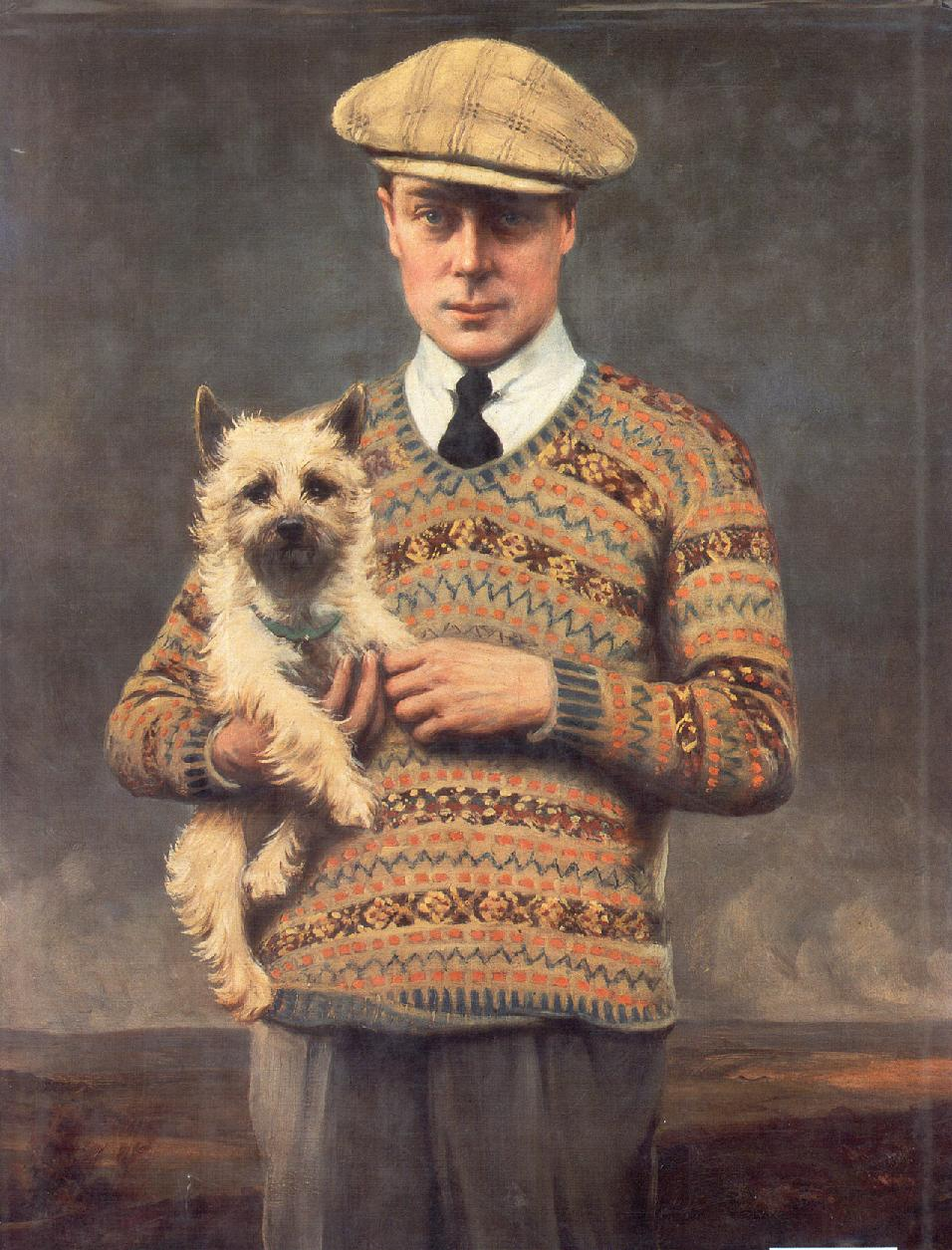
Eduard VIII., princ z Walesu (malba z roku 1925)

### Ruční pletení
Pracuje se podle plánku, který udává počet oček každé barvy příze vedle sebe. Nit, která se právě nezpracovává, se táhne s sebou a na rubní straně zaplétá (stranded color work). 
Nejjednodušší je pletení se dvěma barvami příze, s kruhovou jehlicí, jen hladce. Při tom jsou viditelná jen lícní očka a tak je možné se soustředit na počet oček v požadované barvě. Složitější je pletení s rovnými jehlicemi a kombinace více barev příze.

### Ruční pletací stroj
Moderní stroje pro amatérské pletení mohou být vybaveny s programem s děrovacími kartami na několik vzorů fair-isle. Postup pletení a návod k obsluze je podrobně popsán v patřičných příručkách. Pleteniny s flotážemi na rubní straně (nespletená nit) delšími než 5 oček se musí opravovat látáním nebo zašíváním. 

### Průmyslová výroba
Průmyslová výroba Fair Isle je možná na plochých i okrouhlých zátažných strojích s žakárovým ústrojím, které zajišťuje ovládání jednotlivých jehel s funkcí pletení/nepletení. Na jednom řádku pleteniny se střídají dvě nebo více barev příze, střída vzoru může být rozložena na několik řádků.
Svetry s fairislovým vzorem vyrábělo např. na začátku 21. století na Shetlandech asi 150 pletařů (s plochými stroji a ručně), známé jsou také např. irské zimní ponožky (z okrouhlých jednoválcových strojů).